# Vasilij Mizinov
Vasilij Vital'evič Mizinov (in russo Василий Витальевич Мизинов?; Magnitogorsk, 29 dicembre 1997) è un marciatore russo, medaglia d'argento nella 20 km ai mondiali di Doha 2019.

## Palmarès
| Anno                                                | Manifestazione   | Sede    | Evento       | Risultato | Prestazione | Note                          |
| --------------------------------------------------- | ---------------- | ------- | ------------ | --------- | ----------- | ----------------------------- |
| In rappresentanza degli Atleti Neutrali Autorizzati |                  |         |              |           |             |                               |
| 2018                                                | Europei          | Berlino | Marcia 20 km | Bronzo    | 1h20'50"    | Miglior prestazione personale |
| 2019                                                | Europei under 23 | Gävle   | Marcia 20 km | Oro       | 1h21'29"    |                               |
| 2019                                                | Mondiali         | Doha    | Marcia 20 km | Argento   | 1h26'49"    |                               |
| 2021                                                | Giochi olimpici  | Tokyo   | Marcia 20 km | dq        | dq          |                               |